# ويلو (مسلسل)
ويلو (بالإنجليزية: Willow) هو مسلسل مغامرات فنتازيا أمريكي قادم من بطولة راويك ديفيز، إيرين كيليمان، إيلي بامبر، توني ريفولورو وجوان والي. عرض المسلسل على منصة ديزني+ في 30 نوفمبر 2022 الى 11 يناير 2023.

## وصلات خارجية
- ويلو (مسلسل) على موقع IMDb (الإنجليزية)
- ويلو (مسلسل) على موقع ميتاكريتيك (الإنجليزية)
- ويلو (مسلسل) على موقع روتن توميتوز (الإنجليزية)
- ويلو (مسلسل) على موقع كينوبويسك (الروسية)
- ويلو (مسلسل) على موقع ألو سيني (الفرنسية)
- ويلو (مسلسل) على موقع قاعدة بيانات الفيلم (الإنجليزية)